# Conselho de Defesa do Império
O Conselho de Defesa do Império (em francês: Conseil de défense de l'Empire) foi a instância da França Livre que atuou como governo entre 1940 e 1941. Esse papel foi posteriormente assumido pelo Comitê Nacional Francês (CNF).

## Formalização da existência e legitimidade da França Livre
Em 26 de junho de 1940, quatro dias após o governo Pétain ter solicitado o armistício, o General de Gaulle apresentou um memorando ao governo britânico, formalizando o acordo obtido com Churchill já no dia 28 de junho, que permitia aos Franceses Livres serem reconhecidos como autoridade francesa integral pelo governo britânico: o General de Gaulle era então considerado, para o governo britânico, o "Chefe dos Franceses que continuam a guerra". Esse memorando resultou em um acordo em 7 de agosto, mas previa desde o dia 26 de junho a criação de um Comitê ou Conselho Francês e suas atribuições. O acordo de 7 de agosto, conhecido como de Chequers, concedeu ao General de Gaulle toda a independência e os meios de um governo no exílio. É considerado pelo governo britânico como entrando em vigor a partir de 11 de julho de 1940, dia em que o Marechal Pétain assumiu os plenos poderes, marcando juridicamente o fim da República no território nacional. Por meio disso, o governo britânico quis significar que reconhecia a França Livre em formação como o sucessor legítimo da República que havia acabado de morrer, como aliado da Grã-Bretanha na guerra. Além disso, comprometeu-se a reconstituir após a guerra todo o território francês e "a grandeza da França". O reconhecimento formal do Conselho de Defesa do Império como governo no exílio pelo Reino Unido ocorreu em 6 de janeiro de 1941; o reconhecimento pela União Soviética, por troca de cartas, foi publicado em dezembro de 1941.

## Uma base territorial
O General de Gaulle assegurou, assim, aos seus olhos, a continuidade do Estado de Direito e da defesa nacional contra as forças do Eixo. Isso lhe foi possível graças à legitimidade decorrente de seu ato de 18 de junho, bem como ao rápido alinhamento de unidades militares e territórios franceses que desejavam continuar a luta (já em 22 de junho para o território franco-britânico das Novas Hébridas). A França Livre encontrava sua principal base territorial no Império Colonial Francês, graças ao alinhamento de várias colônias: o Condomínio das Novas Hébridas foi o primeiro a se alinhar, seguido pela maior parte dos territórios da África Equatorial Francesa, pelos Estabelecimentos Franceses da Oceania, pelos Estabelecimentos Franceses da Índia e pela Nova Caledônia. Félix Éboué, governador do Chade, anunciou seu alinhamento em 26 de agosto. Ele recebeu rapidamente o apoio de Edgard de Larminat, de Pierre Koenig e de Philippe Leclerc. No final do verão, a maior parte da África Equatorial Francesa havia apoiado a França Livre.

## O governo da França Livre
Em 27 de outubro de 1940, o General de Gaulle pôde, pelo manifesto de Brazzaville, anunciar da capital da África Equatorial Francesa a criação do Conselho de Defesa do Império, como órgão decisório da França Livre. Nas ordens de 27 de outubro de 1940, De Gaulle definiu as atribuições do Conselho do Império, incluindo: segurança externa e interna, atividade econômica, negociações com potências estrangeiras (art. 2), bem como a "formação dos órgãos que exercerão as atribuições de jurisdições normalmente devolvidas ao Conselho de Estado e à Corte de Cassação" (art. 4). No entanto, o poder decisório repousava sobre o chefe dos Franceses Livres (art. 3), o Conselho exercendo apenas um papel consultivo. Os poderes ministeriais eram exercidos "por diretores de serviços nomeados pelo Chefe dos Franceses Livres". Isso conferiu ao Conselho de Defesa do Império a natureza de um órgão de consulta e representação nos territórios que se alinharam. A Conferência Administrativa da França Livre, criada por decreto de 29 de janeiro de 1941, atuava como governo reunindo os diretores de serviço e os membros do Conselho de Defesa do Império.

## Composição
- General Georges Catroux
- Vice-almirante Émile Muselier
- General Edgard de Larminat
- Governador Félix Éboué
- Governador Henri Sautot
- Coronel Philippe Leclerc
- Médico-general Adolphe Sicé
- Secretário permanente professor René Cassin
- Capitão de navio Georges Thierry d'Argenlieu[3]

Os membros do conselho foram escolhidos por Charles de Gaulle porque eles "já exerciam sua autoridade sobre terras francesas ou simbolizavam os mais altos valores intelectuais e morais da nação" (Manifesto de Brazzaville).